# لورا زونيغا
لورا زونيغا (بالإسبانية: Laura Zúñiga)‏ هي متسابقة ملكة الجمال وعارضة مكسيكية، ولدت في 3 يناير 1985 في كولياكان في المكسيك.